# Баузда
Баузда — река в России, протекает в Новоорском районе Оренбургской области. Длина реки составляет 16 км.
Начинается северо-восточнее села Чапаевка, протекает через него. В верхнем и нижнем течении пересыхает. Впадает в безымянное озеро около урочища Нижняя Баузда.

## Данные водного реестра
По данным государственного водного реестра России относится к Уральскому бассейновому округу, водохозяйственный участок реки — Урал от Ириклинского гидроузла до города Орск. Речной бассейн реки — Урал (российская часть бассейна).
Код объекта в государственном водном реестре — 12010000412112200003239.